# Jiménez (Tabasco)
Jiménez es una localidad del municipio de Nacajuca ubicado en la subregión centro del estado mexicano de Tabasco.

## Geografía
La localidad de Jiménez se sitúa en las coordenadas geográficas 18°10′16″N 92°55′58″O / 18.171111, -92.932778, a una elevación de 1 metro sobre el nivel del mar.

## Demografía
Según el Conteo de Población y Vivienda 2020, efectuado por el Instituto Nacional de Estadística y Geografía, la localidad de Jiménez tiene 1,954 habitantes, de los cuales 962 son del sexo masculino y 992 del sexo femenino. Su tasa de fecundidad es de 2.29 hijos por mujer y tiene 512 viviendas particulares habitadas.
| Gráfica de evolución demográfica de Jiménez entre 1900 y 2020 |
|                                                               |
| INEGI.                                                        |